# Список эпизодов телесериала «Родина» (США)
Список серий американского телесериала «Родина» в жанре психологического триллера, транслируемого телеканалом Showtime.
Сержанта морской пехоты Николаса Броуди (Дэмиэн Льюис) считают пропавшим без вести с 2003 года и предположительно погибшим в бою. Тем не менее, сержанта Броуди находят в ходе спецоперации на секретной базе террористов. Эксперт по Ближнему Востоку ЦРУ Кэрри Мэтисон (Клэр Дэйнс) считает, что в настоящее время сержант Броуди завербован «Аль-Каидой» и оставлен «спасшему» его отряду спецподразделения Дельта для возвращения в США и проведения террористической атаки на их территории. Руководство страны и общественность верят, что сержант Броуди — герой войны, и это ещё больше усложняет расследование.

## Обзор сезонов
| Сезон | Сезон | Эпизоды | Оригинальная дата показа | Оригинальная дата показа |
| Сезон | Сезон | Эпизоды | Премьера сезона          | Финал сезона             |
| ----- | ----- | ------- | ------------------------ | ------------------------ |
|       | 1     | 12      | 2 октября 2011           | 18 декабря 2011          |
|       | 2     | 12      | 30 сентября 2012         | 16 декабря 2012          |
|       | 3     | 12      | 29 сентября 2013         | 15 декабря 2013          |
|       | 4     | 12      | 5 октября 2014           | 21 декабря 2014          |
|       | 5     | 12      | 4 октября 2015           | 20 декабря 2015          |
|       | 6     | 12      | 15 января 2017           | 9 апреля 2017            |
|       | 7     | 12      | 11 февраля 2018          | 29 апреля 2018           |
|       | 8     | 12      | 9 февраля 2020           | 26 апреля 2020           |

## Список серий

### Сезон 1 (2011)
| № общий | № в сезоне | Название                                       | Режиссёр          | Автор сценария                                                                | Дата премьеры   | Зрители в США (млн) |
| ------- | ---------- | ---------------------------------------------- | ----------------- | ----------------------------------------------------------------------------- | --------------- | ------------------- |
| 1       | 1          | «Пилот» «Pilot»                                | Майкл Куэста      | Говард Гордон, Алекс Ганса и Гидеон Рафф                                      | 2 октября 2011  | 1,08                |
| 2       | 2          | «Благодать» «Grace»                            | Майкл Куэста      | Сюжет: Алекс Ганса Телесценарий: Александр Кэри                               | 9 октября 2011  | 0,94                |
| 3       | 3          | «Чистая кожа» «Clean Skin»                     | Дэн Аттиас        | Чип Йоханнссен                                                                | 16 октября 2011 | 1,08                |
| 4       | 4          | «Эгоизм» «Semper I»                            | Джеффри Начманофф | Говард Гордон и Алекс Ганса                                                   | 23 октября 2011 | 1,10                |
| 5       | 5          | «Слепое пятно» «Blind Spot»                    | Кларк Джонсон     | Александр Кэри                                                                | 30 октября 2011 | 1,28                |
| 6       | 6          | «Хороший солдат» «The Good Soldier»            | Брэд Тёрнер       | Генри Бромелл                                                                 | 6 ноября 2011   | 1,33                |
| 7       | 7          | «Выходные» «The Weekend»                       | Майкл Куэста      | Мередит Стим                                                                  | 13 ноября 2011  | 1,42                |
| 8       | 8          | «Ахиллесова пята» «Achilles Heel»              | Такер Гейтс       | Чип Йоханнссен                                                                | 20 ноября 2011  | 1,20                |
| 9       | 9          | «Перекрёстный огонь» «Crossfire»               | Джеффри Начманофф | Александр Кэри                                                                | 27 ноября 2011  | 1,35                |
| 10      | 10         | «Уполномоченный Броуди» «Representative Brody» | Гай Ферленд       | Генри Бромелл                                                                 | 4 декабря 2011  | 1,22                |
| 11      | 11         | «Пояс» «The Vest»                              | Кларк Джонсон     | Мередит Стим и Чип Йоханнссен                                                 | 11 декабря 2011 | 1,32                |
| 12      | 12         | «Морпех-один» «Marine One»                     | Майкл Куэста      | Сюжет: Алекс Ганса и Говард Гордон Телесценарий: Алекс Ганса и Чип Йоханнссен | 18 декабря 2011 | 1,71                |

### Сезон 2 (2012)
| № общий | № в сезоне | Название                                     | Режиссёр            | Автор сценария                                                     | Дата премьеры    | Зрители в США (млн) |
| ------- | ---------- | -------------------------------------------- | ------------------- | ------------------------------------------------------------------ | ---------------- | ------------------- |
| 13      | 1          | «Улыбка» «The Smile»                         | Майкл Куэста        | Алекс Ганса и Говард Гордон                                        | 30 сентября 2012 | 1,73                |
| 14      | 2          | «Снова Бейрут» «Beirut Is Back»              | Майкл Куэста        | Чип Йоханнссен                                                     | 7 октября 2012   | 1,66                |
| 15      | 3          | «Штат независимости» «State of Independence» | Лодж Керриган       | Александр Кэри                                                     | 14 октября 2012  | 1,48                |
| 16      | 4          | «Запах новой машины» «New Car Smell»         | Дэвид Семел         | Мередит Стим                                                       | 21 октября 2012  | 1,75                |
| 17      | 5          | «Вопросы и ответы» «Q&A»                     | Лесли Линка Глаттер | Генри Бромелл                                                      | 28 октября 2012  | 2,07                |
| 18      | 6          | «Геттисбергская речь» «A Gettysburg Address» | Гай Ферленд         | Чип Йоханнссен                                                     | 4 ноября 2012    | 1,74                |
| 19      | 7          | «Зачистка» «The Clearing»                    | Джон Дал            | Мередит Стим                                                       | 11 ноября 2012   | 1,91                |
| 20      | 8          | «Улечу я далеко» «'I'll Fly Away'»           | Майкл Куэста        | Сюжет: Говард Гордон и Чип Йоханнссен Телесценарий: Чип Йоханнссен | 18 ноября 2012   | 1,87                |
| 21      | 9          | «Двойная игра» «Two Hats»                    | Дэн Аттиас          | Александр Кэри                                                     | 25 ноября 2012   | 2,02                |
| 22      | 10         | «Разбитые сердца» «Broken Hearts»            | Гай Ферленд         | Генри Бромелл                                                      | 2 декабря 2012   | 2,20                |
| 23      | 11         | «Светлая память» «In Memoriam»               | Джереми Подесва     | Чип Йоханнссен                                                     | 9 декабря 2012   | 2,36                |
| 24      | 12         | «Выбор» «The Choice»                         | Майкл Куэста        | Алекс Ганса и Мередит Стим                                         | 16 декабря 2012  | 2,29                |

### Сезон 3 (2013)
| № общий | № в сезоне | Название                                         | Режиссёр            | Автор сценария                    | Дата премьеры    | Зрители в США (млн) |
| ------- | ---------- | ------------------------------------------------ | ------------------- | --------------------------------- | ---------------- | ------------------- |
| 25      | 1          | «Железный дровосек мёртв» «Tin Man Is Down»      | Лесли Линка Глаттер | Алекс Ганса и Барбара Холл        | 29 сентября 2013 | 1,88                |
| 26      | 2          | «Ух... Ох... Ах...» «Uh... Oh... Ah...»          | Лесли Линка Глаттер | Чип Йоханнссен                    | 6 октября 2013   | 1,83                |
| 27      | 3          | «Башня Давида» «Tower of David»                  | Кларк Джонсон       | Генри Бромелл и Уильям Бромелл    | 13 октября 2013  | 1,81                |
| 28      | 4          | «Игра началась» «Game On»                        | Дэвид Наттер        | Джеймс Йошимура и Алекс Ганса     | 20 октября 2013  | 1,77                |
| 29      | 5          | «Сеанс йоги» «The Yoga Play»                     | Кларк Джонсон       | Патрик Харбинсон                  | 27 октября 2013  | 2,00                |
| 30      | 6          | «Всё ещё положительно» «Still Positive»          | Лесли Линка Глаттер | Александр Кэри                    | 3 ноября 2013    | 2,00                |
| 31      | 7          | «Геронтократия» «Gerontion»                      | Карл Франклин       | Чип Йоханнссен                    | 10 ноября 2013   | 1,85                |
| 32      | 8          | «Красная тачка» «A Red Wheelbarrow»              | Сет Манн            | Алекс Ганса и Джеймс Йошимура     | 17 ноября 2013   | 1,78                |
| 33      | 9          | «Последняя вещь» «One Last Thing»                | Джеффри Рейнер      | Барбара Холл                      | 24 ноября 2013   | 1,94                |
| 34      | 10         | «Спокойной ночи» «Good Night»                    | Кит Гордон          | Александр Кэри и Шарлотта Стоудт  | 1 декабря 2013   | 2,06                |
| 35      | 11         | «Большой человек в Тегеране» «Big Man in Tehran» | Дэниел Минахан      | Чип Йоханнссен и Патрик Харбинсон | 8 декабря 2013   | 2,09                |
| 36      | 12         | «Звезда» «The Star»                              | Лесли Линка Глаттер | Алекс Ганса и Мередит Стим        | 15 декабря 2013  | 2,38                |

### Сезон 4 (2014)
| № общий | № в сезоне | Название                                                       | Режиссёр            | Автор сценария                  | Дата премьеры   | Зрители в США (млн) |
| ------- | ---------- | -------------------------------------------------------------- | ------------------- | ------------------------------- | --------------- | ------------------- |
| 37      | 1          | «Королева дронов» «The Drone Queen»                            | Лесли Линка Глаттер | Алекс Ганса                     | 5 октября 2014  | 1,61                |
| 38      | 2          | «Трилон и Перисфера» «Trylon and Perisphere»                   | Кит Гордон          | Чип Йоханнссен                  | 5 октября 2014  | 1,61                |
| 39      | 3          | «Шальвар-камиз» «Shalwar Kameez»                               | Лесли Линка Глаттер | Александр Кэри                  | 12 октября 2014 | 1,22                |
| 40      | 4          | «Железо в огне» «Iron in the Fire»                             | Майкл Оффер         | Патрик Харбинсон                | 19 октября 2014 | 1,35                |
| 41      | 5          | «Мой мальчик» «About a Boy»                                    | Шарлотта Зилинг     | Мередит Стим                    | 26 октября 2014 | 1,52                |
| 42      | 6          | «Из пункта А в пункт Б и обратно» «From A to B and Back Again» | Лесли Линка Глаттер | Чип Йоханнссен                  | 2 ноября 2014   | 1,54                |
| 43      | 7          | «Вернувшийся» «Redux»                                          | Карл Франклин       | Александр Кэри                  | 9 ноября 2014   | 1,55                |
| 44      | 8          | «Наполовину пончик» «Halfway to a Donut»                       | Алекс Грейвз        | Чип Йоханнссен                  | 16 ноября 2014  | 1,66                |
| 45      | 9          | «Затевается что-то ещё» «'There's Something Else Going On'»    | Сет Манн            | Патрик Харбинсон                | 23 ноября 2014  | 1,77                |
| 46      | 10         | «13 часов в Исламабаде» «13 Hours in Islamabad»                | Дэн Аттиас          | Алекс Ганса и Говард Гордон     | 7 декабря 2014  | 1,95                |
| 47      | 11         | «Война зла» «Krieg Nicht Lieb»                                 | Кларк Джонсон       | Александр Кэри и Чип Йоханнссен | 14 декабря 2014 | 2,11                |
| 48      | 12         | «Давно пора» «Long Time Coming»                                | Лесли Линка Глаттер | Мередит Стим                    | 21 декабря 2014 | 1,92                |

### Сезон 5 (2015)
| № общий | № в сезоне | Название                                                           | Режиссёр            | Автор сценария                                                    | Дата премьеры   | Зрители в США (млн) |
| ------- | ---------- | ------------------------------------------------------------------ | ------------------- | ----------------------------------------------------------------- | --------------- | ------------------- |
| 49      | 1          | «Страх разлуки» «Separation Anxiety»                               | Лесли Линка Глаттер | Чип Йоханнссен и Тед Манн                                         | 4 октября 2015  | 1,66                |
| 50      | 2          | «Традиции гостеприимства» «The Tradition of Hospitality»           | Лесли Линка Глаттер | Патрик Харбинсон                                                  | 11 октября 2015 | 1,40                |
| 51      | 3          | «Сверхсилы» «Super Powers»                                         | Кит Гордон          | Алекс Ганса и Мередит Стим                                        | 18 октября 2015 | 1,11                |
| 52      | 4          | «Почему эта ночь не такая как все?» «Why Is This Night Different?» | Джон Коулз          | Рон Нисуонер                                                      | 25 октября 2015 | 1,63                |
| 53      | 5          | «Лучше звоните Солу» «Better Call Saul»                            | Майкл Оффер         | Бенджамин Кавелл и Алекс Ганса                                    | 1 ноября 2015   | 1,30                |
| 54      | 6          | «Парабиоз» «Parabiosis»                                            | Алекс Грейвз        | Чип Йоханнссен и Тед Манн                                         | 8 ноября 2015   | 1,35                |
| 55      | 7          | «Иволга» «Oriole»                                                  | Лесли Линка Глаттер | Алекс Ганса и Патрик Харбинсон                                    | 15 ноября 2015  | 1,35                |
| 56      | 8          | «Всё о Эллисон» «All About Allison»                                | Дэн Аттиас          | Рон Нисуонер                                                      | 22 ноября 2015  | 1,47                |
| 57      | 9          | «Уловка Литвинова» «The Litvinov Ruse»                             | Такер Гейтс         | Сюжет: Говард Гордон и Патрик Харбинсон Телесценарий: Алекс Ганса | 29 ноября 2015  | 1,42                |
| 58      | 10         | «Новая норма» «New Normal»                                         | Дэн Аттиас          | Мередит Стим и Шарлотта Стоудт                                    | 6 декабря 2015  | 1,74                |
| 59      | 11         | «Наш человек в Дамаске» «Our Man in Damascus»                      | Сет Манн            | Дэвид Фьюри                                                       | 13 декабря 2015 | 1,84                |
| 60      | 12         | «Ложный свет» «A False Glimmer»                                    | Лесли Линка Глаттер | Лиз Флэхайв, Алекс Ганса и Рон Нисуонер                           | 20 декабря 2015 | 2,07                |

### Сезон 6 (2017)
| № общий | № в сезоне | Название                                      | Режиссёр            | Автор сценария                    | Дата премьеры                                      | Зрители в США (млн) |
| ------- | ---------- | --------------------------------------------- | ------------------- | --------------------------------- | -------------------------------------------------- | ------------------- |
| 61      | 1          | «Честная игра» «Fair Game»                    | Кит Гордон          | Алекс Ганса и Тед Манн            | 30 декабря 2016 (онлайн) 15 января 2017 (Showtime) | 1,08                |
| 62      | 2          | «Человек в подвале» «The Man in the Basement» | Кит Гордон          | Чип Йоханнссен                    | 22 января 2017                                     | 1,45                |
| 63      | 3          | «Завет» «The Covenant»                        | Лесли Линка Глаттер | Рон Нисуонер                      | 29 января 2017                                     | 1,13                |
| 64      | 4          | «Вспышка света» «A Flash of Light»            | Лесли Линка Глаттер | Патрик Харбинсон                  | 12 февраля 2017                                    | 1,05                |
| 65      | 5          | «Военный инцидент» «Casus Belli»              | Алекс Грейвз        | Чип Йоханнссен                    | 19 февраля 2017                                    | 1,07                |
| 66      | 6          | «Возвращение» «The Return»                    | Алекс Грейвз        | Шарлотта Стоудт                   | 26 февраля 2017                                    | 0,90                |
| 67      | 7          | «Неминуемая опасность» «Imminent Risk»        | Такер Гейтс         | Рон Нисуонер                      | 5 марта 2017                                       | 1,44                |
| 68      | 8          | «Другая правда» «alt.truth»                   | Лесли Линка Глаттер | Патрик Харбинсон                  | 12 марта 2017                                      | 1,27                |
| 69      | 9          | «Марионетки» «Sock Puppets»                   | Дэн Аттиас          | Чип Йоханнссен и Эван Райт        | 19 марта 2017                                      | 1,26                |
| 70      | 10         | «Дом с флагом» «The Flag House»               | Майкл Клик          | Алекс Ганса                       | 26 марта 2017                                      | 1,43                |
| 71      | 11         | «Р — значит Ромео» «R Is for Romeo»           | Сет Манн            | Чип Йоханнссен и Патрик Харбинсон | 2 апреля 2017                                      | 1,34                |
| 72      | 12         | «Америка первая» «America First»              | Лесли Линка Глаттер | Алекс Ганса и Рон Нисуонер        | 9 апреля 2017                                      | 1,90                |

### Сезон 7 (2018)
| № общий | № в сезоне | Название                                                           | Режиссёр            | Автор сценария                    | Дата премьеры   | Зрители в США (млн) |
| ------- | ---------- | ------------------------------------------------------------------ | ------------------- | --------------------------------- | --------------- | ------------------- |
| 73      | 1          | «Враг государства» «Enemy of the State»                            | Лесли Линка Глаттер | Дебора Кан и Алекс Ганса          | 11 февраля 2018 | 1,22                |
| 74      | 2          | «Мятежник, мятежник» «Rebel Rebel»                                 | Лесли Линка Глаттер | Патрик Харбинсон и Чип Йоханнссен | 18 февраля 2018 | 1,12                |
| 75      | 3          | «Противостояние» «Standoff»                                        | Майкл Клик          | Аня Лета и Рон Нисуонер           | 25 февраля 2018 | 1,26                |
| 76      | 4          | «Типа ничего не может» «Like Bad at Things»                        | Алекс Грейвз        | Чип Йоханнссен и Патрик Харбинсон | 4 марта 2018    | 0,93                |
| 77      | 5          | «Активные меры» «Active Measures»                                  | Шарлотта Зилинг     | Дебора Кан                        | 11 марта 2018   | 1,32                |
| 78      | 6          | «Видовой прыжок» «Species Jump»                                    | Майкл Оффер         | Аня Лета и Рон Нисуонер           | 18 марта 2018   | 1,25                |
| 79      | 7          | «Анданте» «Andante»                                                | Лесли Линка Глаттер | Патрик Харбинсон и Чип Йоханнссен | 25 марта 2018   | 1,28                |
| 80      | 8          | «Ложь, шпионы, чёртов твиттер» «Lies, Amplifiers, F**king Twitter» | Такер Гейтс         | Патрик Харбинсон и Чип Йоханнссен | 1 апреля 2018   | 1,22                |
| 81      | 9          | «Полезный идиот» «Useful Idiot»                                    | Нельсон Маккормик   | Дебора Кан                        | 8 апреля 2018   | 1,24                |
| 82      | 10         | «Ясность» «Clarity»                                                | Дэн Аттиас          | Говард Гордон и Рон Нисуонер      | 15 апреля 2018  | 1,28                |
| 83      | 11         | «Ва-банк» «All In»                                                 | Алекс Грейвз        | Патрик Харбинсон и Чип Йоханнссен | 22 апреля 2018  | 1,39                |
| 84      | 12         | «Гимн народу» «Paean to the People»                                | Лесли Линка Глаттер | Алекс Ганса                       | 29 апреля 2018  | 1,30                |

### Сезон 8 (2020)
| № общий | № в сезоне | Название                                      | Режиссёр            | Автор сценария                    | Дата премьеры   | Зрители в США (млн) |
| ------- | ---------- | --------------------------------------------- | ------------------- | --------------------------------- | --------------- | ------------------- |
| 85      | 1          | «Зарегистрирован обман» «Deception Indicated» | Лесли Линка Глаттер | Дебора Кан и Алекс Ганса          | 9 февраля 2020  | 0,60                |
| 86      | 2          | «Поймать и отпустить» «Catch and Release»     | Лесли Линка Глаттер | Патрик Харбинсон и Чип Йоханнссен | 16 февраля 2020 | 0,68                |
| 87      | 3          | «Ложные друзья» «False Friends»               | Кит Гордон          | Алекс Ганса и Говард Гордон       | 23 февраля 2020 | 0,71                |
| 88      | 4          | «Первый борт на взлёт» «Chalk One Up»         | Сет Манн            | Патрик Харбинсон и Чип Йоханнссен | 1 марта 2020    | 0,73                |
| 89      | 5          | «Второй борт сбит» «Chalk Two Down»           | Алекс Грейвз        | Патрик Харбинсон и Чип Йоханнссен | 8 марта 2020    | 0,82                |
| 90      | 6          | «Две минуты» «Two Minutes»                    | Такер Гейтс         | Дебора Кан                        | 15 марта 2020   | 0,71                |
| 91      | 7          | «Подстрелил меня, урод» «Fucker Shot Me»      | Лесли Линка Глаттер | Патрик Харбинсон и Чип Йоханнссен | 22 марта 2020   | 1,09                |
| 92      | 8          | «Надгробный плач» «Threnody(s)»               | Майкл Клик          | Патрик Харбинсон и Чип Йоханнссен | 29 марта 2020   | 0,75                |
| 93      | 9          | «В бегах» «In Full Flight»                    | Дэн Аттиас          | Алекс Ганса и Говард Гордон       | 5 апреля 2020   | 0,81                |
| 94      | 10         | «Назначенный водитель» «Designated Driver»    | Майкл Оффер         | Патрик Харбинсон и Чип Йоханнссен | 12 апреля 2020  | 0,89                |
| 95      | 11         | «Учитель английского» «The English Teacher»   | Майкл Куэста        | Патрик Харбинсон и Чип Йоханнссен | 19 апреля 2020  | 0,96                |
| 96      | 12         | «Военнопленные» «Prisoners of War»            | Лесли Линка Глаттер | Алекс Ганса и Говард Гордон       | 26 апреля 2020  | 1,26                |